# إزرائيل خيمينيز
إزرائيل خيمينيز (بالإسبانية: Israel "Crecencio" Jiménez)‏ (13 أغسطس 1989 بمونتيري في المكسيك - ) هو لاعب كرة قدم مكسيكي في مركز الدفاع، شارك في الألعاب الأولمبية الصيفية 2012. وشارك مع منتخب المكسيك تحت 23 سنة لكرة القدم ومنتخب المكسيك لكرة القدم. أما مع النوادي، فقد لعب مع تايجرز أونال ونادي تيخوانا.

## وصلات خارجية
- إزرائيل خيمينيز على موقع الاتحاد الدولي (مؤرشف)  (الإنجليزية)
- إزرائيل خيمينيز على موقع قاعدة بيانات كرة القدم.إي يو (الإنجليزية)
- إزرائيل خيمينيز على موقع ناشيونال فوتبول تيمز (الإنجليزية)
- إزرائيل خيمينيز على موقع Soccerway.com (الإنجليزية)
- إزرائيل خيمينيز على موقع اللجنة الأولمبية الدولية (الإنجليزية)
- إزرائيل خيمينيز على موقع أوليمبيديا (الإنجليزية)